# Burmasuccinus bulla
Genre
Espèce
Burmasuccinus bulla, unique représentant du genre Burmasuccinus, est une espèce fossile d'araignées aranéomorphes de la famille des Uloboridae.

## Distribution
Cette espèce a été découverte dans de l'ambre de Birmanie. Elle date du Crétacé.

## Description
Le mâle holotype mesure 1,9 mm.

## Publication originale
- Wunderlich & Müller, 2018 : Fossil spiders (Araneae) in Cretaceous Burmese amber. Beiträge zur Araneologie, vol. 11, p. 1–167 (en).